# Sputnik (новинска агенција)
 (транскр.  Спутњик; раније Глас Русије и РИА Новости) је руска новинска агенција. Основана је 10. новембра 2014. године, а налази се у власништву предузећа Русија данас којим управља Влада Руске Федерације. Седиште се налази у Москви, са регионалним дописништвима у Вашингтону, Каиру, Пекингу, Паризу, Берлину, Мадриду, Монтевидеу и Рио де Жанеиру. Углавном извештава о глобалној политици и економији, а намењен је међународној публици.
Такође управља и веб-сајтовима са вестима, који садрже извештаје и коментаре на 31. језику, међу којима су и енглески, шпански, пољски и српски. Веб-сајтови садрже преко 800 сати радио-материјала сваког дана, а сервис вести има услугу 24/7.